# Pari e baronetti indiani
Col crollo dell'Impero moghul nel 1857 e la creazione successiva dell'Impero indiano, gli inglesi continuarono comunque a mantenere ed a riconoscere molti dei titoli concessi da moghul e indù, introducendo un sistema di onorificenze, titoli e cavalierati come in madrepatria, noto appunto come il sistema di Pari e baronetti indiani. Unica tra i domini sotto il controllo britannico, l'India fu l'unico Stato dove vennero concessi titoli ereditari a soggetti non di progenie europea. Tutti i titoli britannici divennero obsoleti con la proclamazione della Repubblica indiana nel 1950, anche se essi ancora oggi continuano ad essere riconosciuti come validi e correnti dal governo britannico.

## Nobiltà indiana nell'aristocrazia del Regno Unito

### Parìe indiane

#### Esistenti
- Barone Sinha. Creati nel 1919 per Satyendra Prasanno Sinha, I barone Sinha di Raipur, fu l'unico titolo di parìa inglese concesso a una persona di origini indiane.[1] Figlio di uno zamindar, Sinha venne educato a Londra dove nel 1908 divenne il primo indiano ad essere nominato Avvocato Generale del Bengala nonché il primo indiano membro del Consiglio Esecutivo del Governatore Generale dal 1909. Egli rappresentò l'India alla conferenza di pace di Versailles nel 1919. Nominato cavaliere nei New Year Honours del 1915, fu il primo parlamentare indiano Sottosegretario di Stato per l'India nel 1919. Lord Sinha divenne anche membro dell'Imperial Privy Council. Fu inoltre il primo Governatore indiano di Bihar e Odisha nel 1920, nonché il primo indiano ad essere nominato governatore provinciale dagli inglesi; egli dovette ad ogni modo ritirarsi dai propri incarichi nel 1921 per ragioni di salute e morì nel 1928. Il titolo è attualmente detenuto da un suo discendente, Arup Kumar Sinha, VI barone Sinha, anche se tale titolo non è attualmente registrato presso il British College of Arms.

### Baronetti indiani

#### Esistenti
- Jejeebhoy, di Bombay. Creato nel 1857 per sir Jamsetjee Jejeebhoy, noto Parsi magnate e filantropo di Bombay.[2] Egli fu il primo indiano ad ottenere il cavalierato, nel 1842, era noto per la sua grande ricchezza e per le sue opere caritatevoli. Per un atto speciale, tutti i suoi eredi alla baronettìa adottarono il suo stesso nome come proprio. Il titolo è attualmente detenuto da Sir Jamsetjee Jejeebhoy, VII baronetto.
- Petit, di Petit Hall di Bombay. Creato nel 1890 per sir Dinshaw Maneckji Petit, un mercante tessile parsi e imprenditore. Per un atto speciale, tutti i suoi eredi alla baronettìa adottarono il suo stesso nome come proprio. Il titolo è attualmente detenuto da sir Dinshaw Maneckji Petit, V baronetto.
- Jehangir, di Bombay. Creato nel 1908 per sir Jehangir Cowasji Jehangir Readymoney, noto industriale parsi. Per un atto speciale, tutti i suoi eredi alla baronettìa adottarono il suo stesso nome come proprio. Il titolo è attualmente detenuto da sir Cowasji Jehangir, IV baronetto.
- Ebrahim, di Pabaney Villa di Bombay. Creato nel 1910 per sir Currimbhoy Ebrahim, noto uomo d'affari e commerciante con la Cina, nonché primo musulmano ad ottenere un titolo ereditario da parte del governo inglese. Per un atto speciale, tutti i suoi eredi alla baronettìa adottarono il suo stesso nome come proprio. Il titolo è attualmente detenuto da sir Currimbhoy Ebrahim, IV baronetto.
- Ranchhodlal, di Shahpur in Ahmedabad. Creato nel 1913 per Sir Chinubhai Madhowlal Ranchhodlal, I baronetto, un mercante tessile indù Gujarati e primo indù ad ottenere un titolo ereditario da parte del governo inglese. Il titolo è attualmente detenuto da sir (Prashant) Chinubhai Madhowlal Ranchhodlal, IV baronetto.

#### Estinti
- Sassoon, di Kensington Gore. Creato nel 1890 per sir Albert Abdullah David Sassoon, un banchiere ebraico di Baghdad, mercante, filantropo e membro della nota famiglia dei Sassoon che emigrarono da Baghdad in India nel 1832. Il titolo si estinse alla morte di suo nipote, il III baronetto, nel 1939.
- Sassoon, di Bombay. Creato nel 1909 per sir Jacob Elias Sassoon (1843 – 22 ottobre 1916), figlio primogenito di Elias David Sassoon e nipote di sir Albert Abdullah David Sassoon. Egli non ebbe figli e pertanto venne succeduto con speciale patente da suo fratello minore, Edward. Il titolo si estinse alla morte del terzo baronetto, il figlio di Edward, Albert, nel 1961.